# Sai (Orne)
Pour les articles homonymes, voir Sai.
Sai est une commune française, située dans le département de l'Orne en région Normandie, peuplée de 227 habitants (les Sayiens).

## Géographie

### Localisation
La commune est aux confins de la plaine d'Argentan et du sud du pays d'Auge, en lisière de la forêt de Gouffern. Son bourg est à 4,5 km à l'est d'Argentan.
Le point le plus élevé (186 m) se situe en limite nord, sur une pente qui culmine à 242 m en forêt de Gouffern. Le point le plus bas (152 m) correspond à la sortie de l'Orne du territoire, à l'ouest.

### Communes limitrophes
Les communes limitrophes sont Aunou-le-Faucon, Juvigny-sur-Orne, Argentan et Gouffern en Auge.
| Urou-et-Crennes | Urou-et-Crennes                   | Silly-en-Gouffern |
| Argentan        | Sai                               | Silly-en-Gouffern |
| Argentan        | Juvigny-sur-Orne, Aunou-le-Faucon | Silly-en-Gouffern |

### Hydrographie
La commune est située dans le bassin Seine-Normandie. Elle est drainée par l'Orne, l'Ure, le fossé 01 des Pièrettes, le fossé 02 des Pièrettes, l'Orne et divers autres petits cours d'eau,.
L'Orne, d'une longueur de 170 km, prend sa source dans la commune d'Aunou-sur-Orne et se jette  dans l'embouchure de l'Orne à Merville-Franceville-Plage, après avoir traversé 60 communes. 
L'Ure, d'une longueur de 30 km, prend sa source dans la commune de Ménil-Froger et se jette  dans l'Orne à Argentan, après avoir traversé neuf communes. Les caractéristiques hydrologiques de  sont données par la station hydrologique située sur la commune de Sevrai. Le débit moyen mensuel est de 0,536 m3/s. Le débit moyen journalier maximum est de 14,9 m3/s, atteint lors de la crue du 26 février 1996. Le débit instantané maximal est quant à lui de 16,2 m3/s, atteint le même jour.

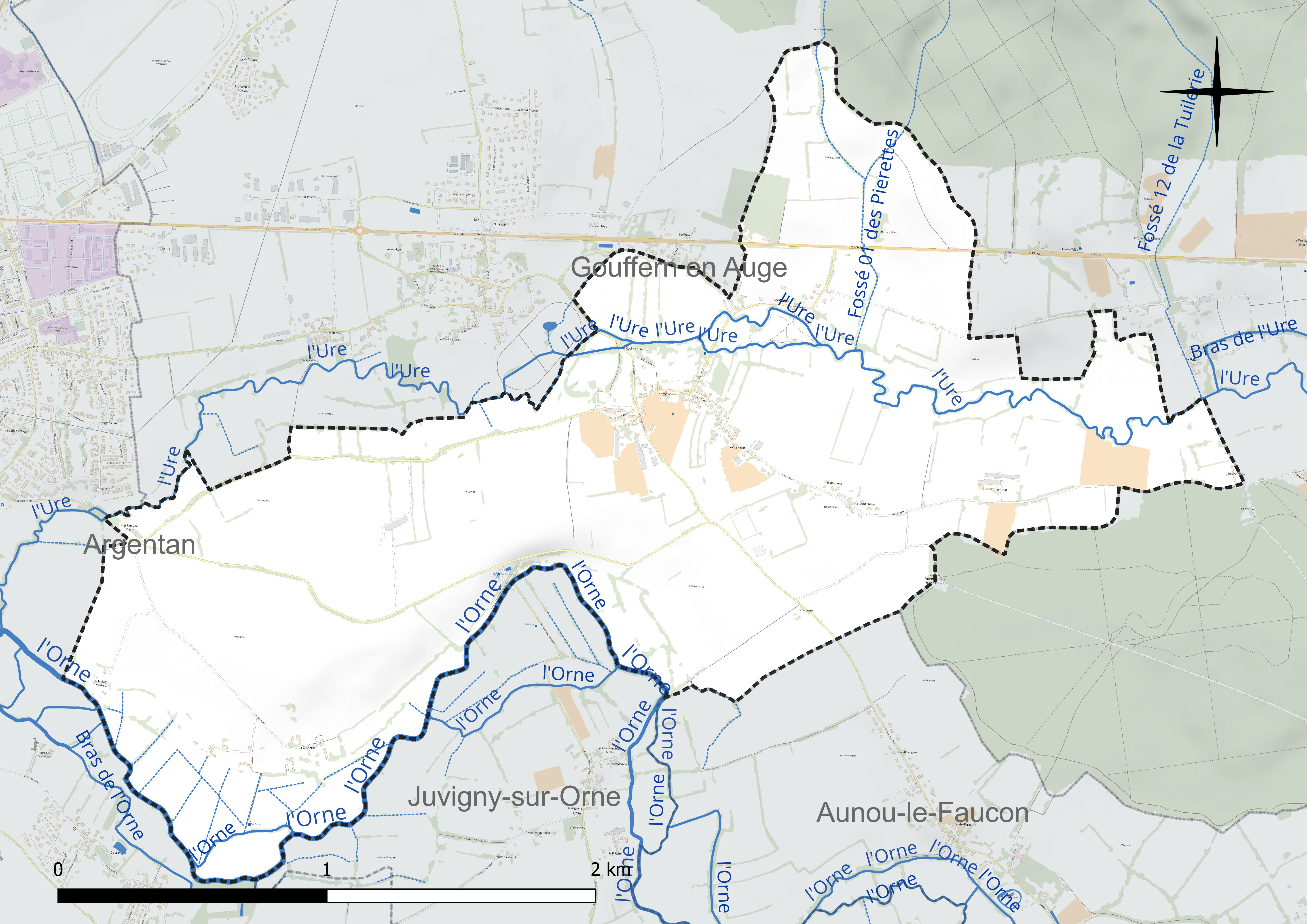
Réseau hydrographique de Sai.

### Climat
Pour des articles plus généraux, voir Climat de la Normandie et Climat de l'Orne.
En 2010, le climat de la commune est de type climat océanique dégradé des plaines du Centre et du Nord, selon une étude du CNRS s'appuyant sur une série de données couvrant la période 1971-2000. En 2020, Météo-France publie une typologie des climats de la France métropolitaine dans laquelle la commune est exposée à un climat océanique et est dans la région climatique Normandie (Cotentin, Orne), caractérisée par une pluviométrie relativement élevée (850 mm/a) et un été frais (15,5 °C) et venté. Parallèlement le GIEC normand, un groupe régional d’experts sur le climat, différencie quant à lui, dans une étude de 2020, trois grands types de climats pour la région Normandie, nuancés à une échelle plus fine par les facteurs géographiques locaux. La commune est, selon ce zonage, exposée à un « climat des plateaux abrités », se caractérisant par une pluviométrie et des contraintes thermiques modérées mais aussi, par effet de continentalité, des températures plus contrastées qu'au nord dans la plaine de Caen, avec communément 10 à 15 jours par an de plus de froid en hiver et de chaleur en été.
Pour la période 1971-2000, la température annuelle moyenne est de 10,3 °C, avec une amplitude thermique annuelle de 13,5 °C. Le cumul annuel moyen de précipitations est de 758 mm, avec 12,4 jours de précipitations en janvier et 7,2 jours en juillet. Pour la période 1991-2020, la température moyenne annuelle observée sur la station météorologique la plus proche, située sur la commune d'Argentan à 3 km à vol d'oiseau, est de 11,1 °C et le cumul annuel moyen de précipitations est de 691,9 mm,. Pour l'avenir, les paramètres climatiques de la commune estimés pour 2050 selon différents scénarios d’émission de gaz à effet de serre sont consultables sur un site dédié publié par Météo-France en novembre 2022.

## Urbanisme

### Typologie
Au 1er janvier 2024, Sai est catégorisée commune rurale à habitat dispersé, selon la nouvelle grille communale de densité à sept niveaux définie par l'Insee en 2022.
Elle est située hors unité urbaine. Par ailleurs la commune fait partie de l'aire d'attraction d'Argentan, dont elle est une commune de la couronne,. Cette aire, qui regroupe 50 communes, est catégorisée dans les aires de moins de 50 000 habitants,.

### Occupation des sols
L'occupation des sols de la commune, telle qu'elle ressort de la base de données européenne d’occupation biophysique des sols Corine Land Cover (CLC), est marquée par l'importance des territoires agricoles (95,2 % en 2018), une proportion sensiblement équivalente à celle de 1990 (95,3 %).
La répartition détaillée en 2018 est la suivante : terres arables (49,2 %), prairies (46 %), zones urbanisées (4,6 %), forêts (0,2 %).
L'évolution de l’occupation des sols de la commune et de ses infrastructures peut être observée sur les différentes représentations cartographiques du territoire : la carte de Cassini (XVIIIe siècle), la carte d'état-major (1820-1866) et les cartes ou photos aériennes de l'IGN pour la période actuelle (1950 à aujourd'hui).

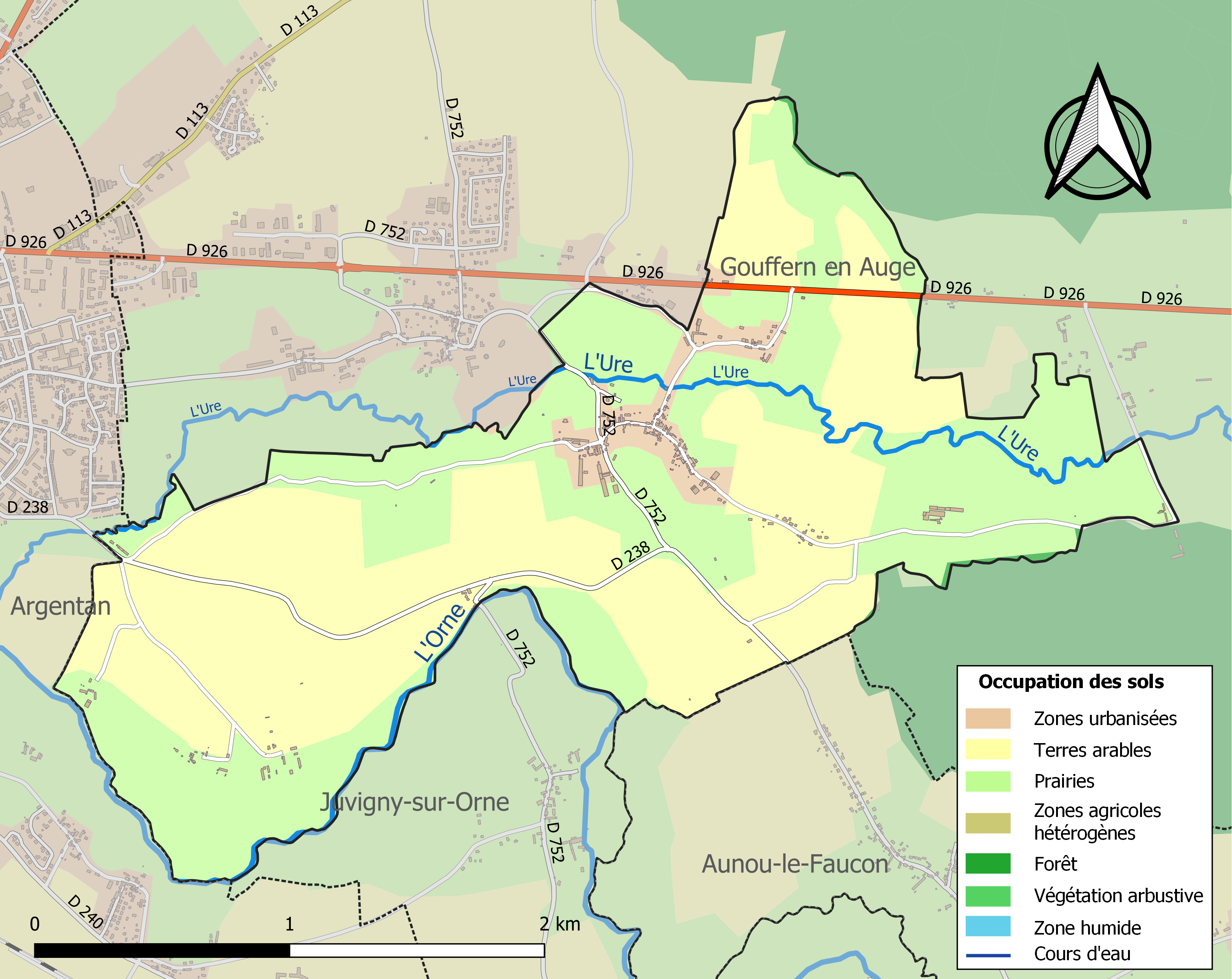
Carte des infrastructures et de l'occupation des sols de la commune en 2018 (CLC).

## Toponymie
Le nom de la localité est attesté sous les formes Saium en 1086, See et Zee en 1207, Saieum en 1223, Sav en 1418.
L'origine du toponyme serait liée à un anthroponyme. Pour Charles Rostaing, il pourrait s'agir du gaulois Saius, pour René Lepelley, c'est le roman Sagius.

## Histoire
Sai est le berceau d'une des principales familles anglo-normande établies en Angleterre dès le temps de la conquête. Dans une charte de 1060 figure Picot de Say avec ses fils Henri et Robert qui font des donations à Saint-Martin-de-Séez dans la paroisse de Say.

## Politique et administration
| Période                                  | Période   | Identité           | Étiquette | Qualité     |
| ---------------------------------------- | --------- | ------------------ | --------- | ----------- |
| ?                                        | 1991      | Yves Le Goff       |           |             |
| 1991                                     | mars 2008 | Gérard Tacheau     |           |             |
| mars 2008                                | En cours  | Jean-Pierre Leroux | SE        | Agriculteur |
| Les données manquantes sont à compléter. |           |                    |           |             |

Le conseil municipal est composé de onze membres dont le maire et un adjoint.

## Population et société

### Démographie
L'évolution du nombre d'habitants est connue à travers les recensements de la population effectués dans la commune depuis 1793. Pour les communes de moins de 10 000 habitants, une enquête de recensement portant sur toute la population est réalisée tous les cinq ans, les populations de référence des années intermédiaires étant quant à elles estimées par interpolation ou extrapolation. Pour la commune, le premier recensement exhaustif entrant dans le cadre du nouveau dispositif a été réalisé en 2005.
En 2022, la commune comptait 227 habitants, en évolution de +4,61 % par rapport à 2016 (Orne : −3,21 %, France hors Mayotte : +2,11 %).
Sai a compté jusqu'à 311 habitants en 1846 et en 1861.
| 1793 | 1800 | 1806 | 1821 | 1836 | 1841 | 1846 | 1851 | 1856 |
| ---- | ---- | ---- | ---- | ---- | ---- | ---- | ---- | ---- |
| 266  | 232  | 276  | 204  | 274  | 301  | 311  | 300  | 307  |

| 1861 | 1866 | 1872 | 1876 | 1881 | 1886 | 1891 | 1896 | 1901 |
| ---- | ---- | ---- | ---- | ---- | ---- | ---- | ---- | ---- |
| 311  | 299  | 302  | 295  | 252  | 233  | 239  | 190  | 189  |

| 1906 | 1911 | 1921 | 1926 | 1931 | 1936 | 1946 | 1954 | 1962 |
| ---- | ---- | ---- | ---- | ---- | ---- | ---- | ---- | ---- |
| 196  | 206  | 174  | 204  | 201  | 214  | 252  | 238  | 234  |

| 1968 | 1975 | 1982 | 1990 | 1999 | 2005 | 2006 | 2010 | 2015 |
| ---- | ---- | ---- | ---- | ---- | ---- | ---- | ---- | ---- |
| 233  | 268  | 236  | 199  | 230  | 211  | 206  | 219  | 216  |

| 2020 | 2022 | - | - | - | - | - | - | - |
| ---- | ---- | - | - | - | - | - | - | - |
| 226  | 227  | - | - | - | - | - | - | - |

### Sports et loisirs
Jusqu'en 2011, le Racing club de Sai a fait évoluer une équipe de football en division de district.

## Culture locale et patrimoine

### Lieux et monuments
- Église Saint-Martin du XVIIIe siècle.

### Personnalités liées à la commune
- Peut-être la ville d'origine de la famille de Richard de Say, baron italo-normand du royaume de Sicile (XIIe siècle).
- Thierry Ardisson (1949-2025), animateur et producteur de télévision, avait acheté un haras à Sai en 1991, dans la maison duquel son épouse Béatrice Loustalan (née en 1963), compositrice et styliste, a élevé leurs enfants[33]. Il y possédait quelques chevaux[34].